# Фармінгдейл (Мен)
Фармінгдейл (англ. Farmingdale) — місто (англ. town) в США, в окрузі Кеннебек штату Мен. Населення — 2995 осіб (2020).

## Демографія
Згідно з переписом 2010 року, у місті мешкало 2956 осіб у 1259 домогосподарствах у складі 807 родин. Було 1374 помешкання
Расовий склад населення:
| - 96,3 % — білих - 1,0 % — азіатів - 0,6 % — чорних або афроамериканців - 0,3 % — корінних американців |

До двох чи більше рас належало 1,4 %. Частка іспаномовних становила 1,3 % від усіх жителів.
За віковим діапазоном населення розподілялося таким чином: 22,8 % — особи молодші 18 років, 59,1 % — особи у віці 18—64 років, 18,1 % — особи у віці 65 років та старші. Медіана віку мешканця становила 41,7 року. На 100 осіб жіночої статі у місті припадало 91,0 чоловіків;  на 100 жінок у віці від 18 років та старших — 88,7 чоловіків також старших 18 років.
Середній дохід на одне домашнє господарство  становив 55 712 долари США (медіана — 35 015), а середній дохід на одну сім'ю — 73 839 доларів (медіана — 59 087). Медіана доходів становила 48 049 доларів для чоловіків та 36 050 доларів для жінок. За межею бідності перебувало 12,6 % осіб, у тому числі 21,6 % дітей у віці до 18 років та 4,2 % осіб у віці 65 років та старших.
Цивільне працевлаштоване населення становило 1334 особи. Основні галузі зайнятості: науковці, спеціалісти, менеджери — 21,1 %, освіта, охорона здоров'я та соціальна допомога — 17,9 %, виробництво — 13,7 %, публічна адміністрація — 13,5 %.